# Macrologia
La macrologia è un modo di svolgimento dei giochi enigmistici non più usato, anzi relegato fra gli errori tecnici: consiste nell'ostentazione palese della soluzione, o di una parola della stessa.
Si distingue dall'equipollenza anzitutto sul piano del contenuto: mentre in questa ciò che non deve apparire è una parola diversa etimologicamente legata a quelle costituenti la soluzione, nella macrologia il vizio consiste nell'esporre la stessa parola. Un'altra fondamentale differenza è nel fatto che, laddove l'equipollenza può a volte costituire un difetto "perdonabile" (in un gioco per il resto di ottima fattura), la macrologia è sempre vietata, nonostante la natura solitamente elastica delle "regole" enigmistiche.
Ma proprio per i suoi caratteri la macrologia è molto più evidente e non costituisce un "problema", contrariamente all'equipollenza. Va anche considerato che essa riguarda essenzialmente lo svolgimento dei giochi, e non le combinazioni: non esiste infatti uno schema che leghi parole identiche, a parte il bisenso (ma in questo caso, per la natura stessa del gioco, sarebbe inconcepibile che un autore lo costruisse senza variazioni di significato).